# Wiener Nordrand Schnellstraße
Die Wiener Nordrand Schnellstraße S2 verläuft durch den 22. Wiener Gemeindebezirk Donaustadt und ist die direkte Verlängerung der Autobahn Südosttangente Wien A23 Richtung Norden zur Wiener Außenring Schnellstraße S1 bei Süßenbrunn. Mit einer Länge von nur 7,4 Kilometern ist sie die mit Abstand kürzeste Schnellstraße in Österreich.
Die S2 steht straßenverkehrsrechtlich im Rang einer Autobahn und ist vignetten- bzw. mautpflichtig. Der Betrieb und die Instandhaltung erfolgt durch den staatlichen Autobahnbetreiber ASFINAG bzw. auf der Neubaustrecke „Umfahrung Süßenbrunn“ durch die Bonaventura Straßenerhaltungs-GmbH.

## Geschichte
Aus frühen Verkehrsplänen ist zu erkennen, dass der Straßenzug der jetzigen S2 früher als „Nordosttangente“ A24 geplant war. Diese sollte vom Knoten Kaisermühlen als Hochstraße bis Aderklaa verlaufen und dort in die Wiener Außenring Autobahn A21 münden. Die A21 wurde damals als Umfahrung von Wien bis zur Donauufer Autobahn A22 beim Knoten Korneuburg geplant und ist heute durch die Wiener Außenring Schnellstraße S1 ersetzt.
Später plante man die S2 als halbkreisförmige Schnellstraße von Hirschstetten über Stammersdorf zur Anschlussstelle Strebersdorf (A22).
Am 29. Juni 1993 wurde die Südosttangente vom Knoten Kaisermühlen nach Hirschstetten verlängert. Gleichzeitig wurde im Anschluss daran die Wiener Nordrand Straße B302 von Hirschstetten bis zur Wagramer Straße B8 als vierspurige Autostraße mit niveaugleichen Kreuzungen eröffnet. Die Straße führte damals durch beinahe unverbautes Gebiet, sodass auf niveaufreie Querungen mittels Anschlussstellen verzichtet wurde. In den folgenden Jahren entstanden direkt an der B302 die Gewerbeparks Kagran und Stadlau, welche jeweils eine Anschlussstelle an die Autostraße erhielten und einen Anstieg des Verkehrsaufkommens bewirkten. Im Jahr 2002 wurde die B302 in S2 umbenannt und in das Netz der Autobahnen und Schnellstraßen aufgenommen. Wegen der vorhandenen Ampelkreuzungen mit der Breitenleer Straße, dem Rautenweg sowie der Hermann-Gebauer-Straße wurde jedoch keine Vignettenpflicht eingeführt.
Die S2 entwickelte sich zur Haupteinfahrsroute aus dem Marchfeld nach Wien. Durch das massiv gestiegene Verkehrsaufkommen kam es vor den Kreuzungen der S2 mit der Breitenleer Straße und dem Rautenweg auch in verkehrsschwächeren Zeiten laufend zu Verkehrsstaus und langen Wartezeiten. Durch die Verlängerung der S2 in Richtung der geplanten Nord Autobahn und dem somit bevorstehenden weiteren Anstieg des Verkehrsaufkommens wurde die Beseitigung der Kreuzungen unumgänglich.

## Ausbau

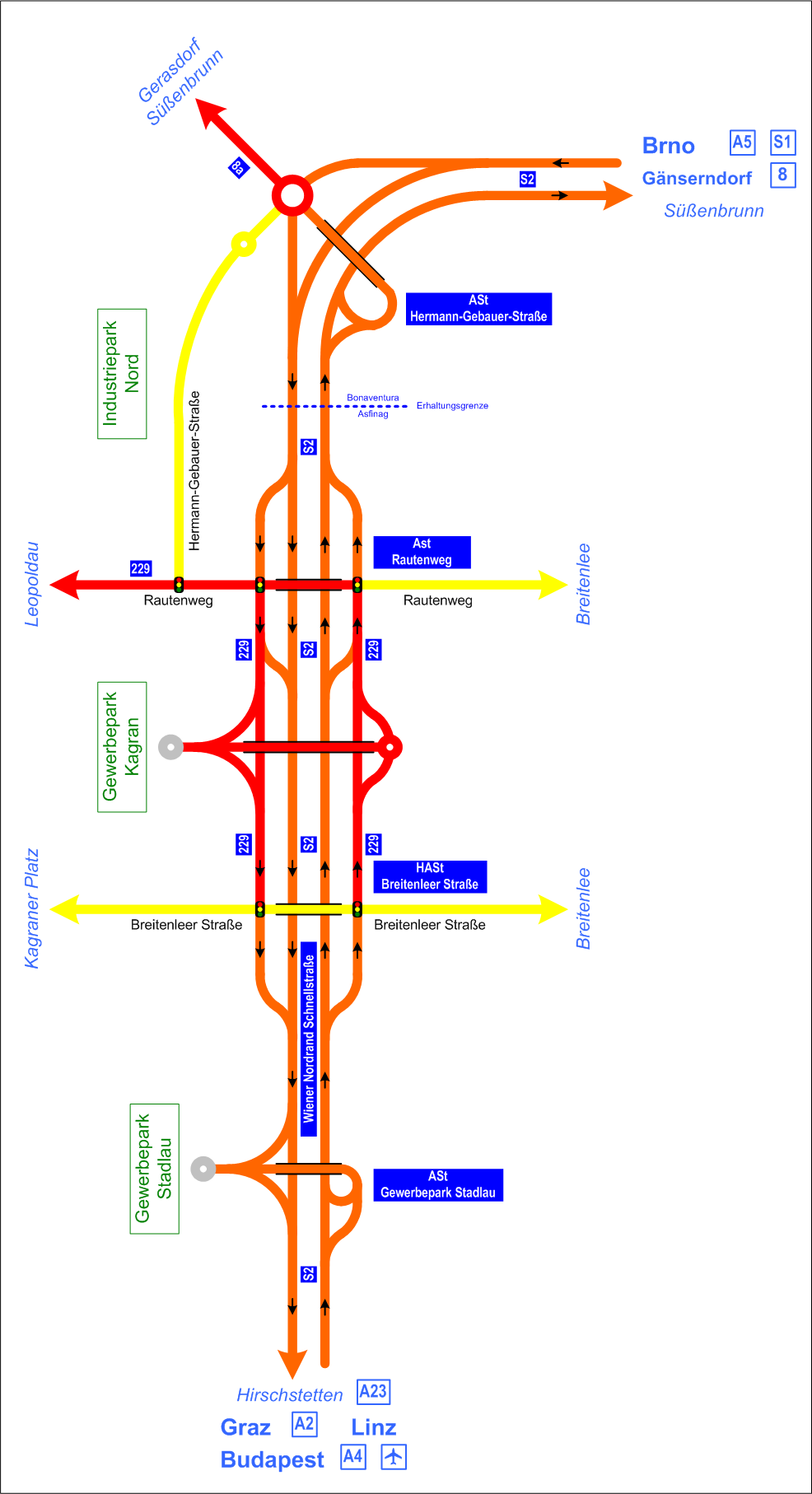
Verkehrsschema S2 neu

### Niveaufreimachung
Die ursprünglichen Ampelkreuzungen der S2 mit der Breitenleer Straße und dem Rautenweg wurden zwischen 2007 und 2009 niveaufrei ausgebaut, sodass die S2 jetzt beide Straßen unterführt. Der Rautenweg ist nun als Vollanschlussstelle, die Breitenleer Straße als Halbanschlussstelle Richtung Süden an die Schnellstraße angebunden. Um auch den dazwischen liegenden Gewerbepark Kagran sowie die Breitenleer Straße Richtung Norden anzubinden, wurden zwischen der Breitenleer Straße und dem Rautenweg Kollektorfahrbahnen parallel zur S2 errichtet, welche jedoch nicht Teil der Schnellstraße sind, sondern Gemeindestraßen darstellen. Die Verkehrsfreigabe für die Niveaufreimachung der S2 erfolgte am 18. Dezember 2009. Gleichzeitig wurde auf der S2 von Hirschstetten bis zur Umfahrung Süßenbrunn Vignetten- bzw. Mautpflicht eingeführt, die Höchstgeschwindigkeit von 70 auf 80 km/h erhöht und die Strecke von einer Autostraße zur Autobahn im Sinne der Straßenverkehrsordnung aufgestuft. An den Kollektorfahrbahnen wurden noch bis Ende April 2010 Adaptierungsarbeiten durchgeführt.

### Umfahrung Süßenbrunn
Die Verlängerung der S2 zur S1, die Umfahrung Süßenbrunn, ist Teil des Paket 1 der PPP Ostregion und wurde ebenfalls zwischen 2007 und 2009 errichtet. Südlich der früheren Kreuzung mit der Hermann-Gebauer-Straße, welche nun als Anschlussstelle ausgeführt ist, schwenkt die S2 von der alten Trasse Richtung Osten, umfährt den Stadtteil Süßenbrunn und schwenkt dann wieder Richtung Norden, wo sie die Anschlussstelle an der Angerner Straße zwischen Süßenbrunn und Aderklaa erreicht. Nördlich davon, an der Landesgrenze Wien/Niederösterreich, geht die Straßenbezeichnung auf Wiener Außenring Schnellstraße S1 über. Die Verkehrsfreigabe der Umfahrung Süßenbrunn erfolgte am 31. Oktober 2009. Zur gleichen Zeit trat auf der Angerner Straße B8 im Ortsgebiet von Süßenbrunn ein Durchfahrverbot für Lastkraftwagen über 3,5 Tonnen in Kraft. Der alte Straßenzug von der Hermann-Gebauer-Straße zur Wagramer Straße wird als Schnellstraße und Autostraße aufgelassen und mit der Bezeichnung „Hauptstraße B8a“ in das Wiener Gemeindestraßennetz integriert.
Mit der Eröffnung des geplanten Knoten Süßenbrunn, wo ab 2018 die S1 aus Groß-Enzersdorf anschließen soll, wird die S2 bis dorthin gekürzt und der nördliche Abschnitt bis zur Landesgrenze von der S1 übernommen.

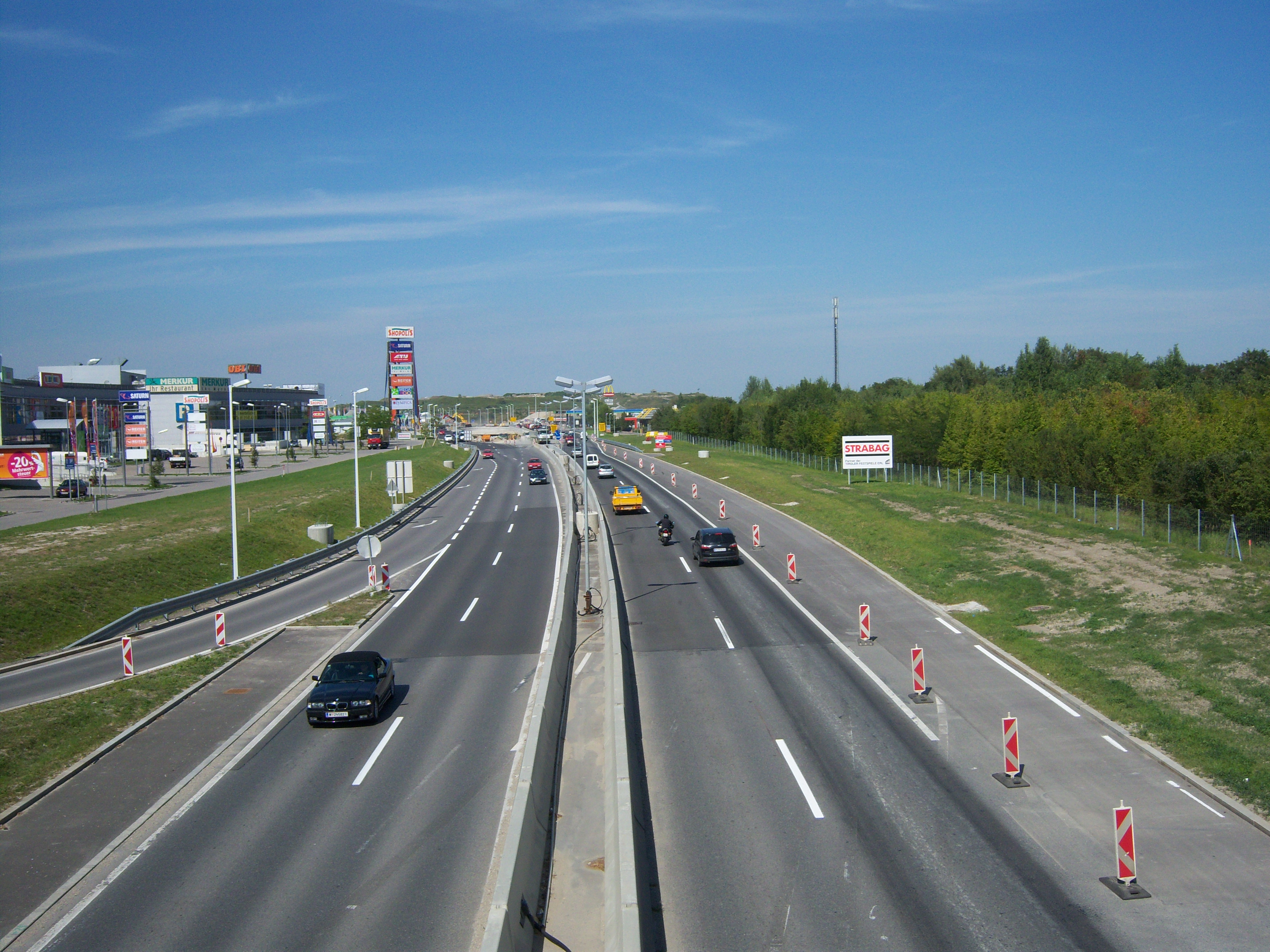
Beginn der Ausbaustrecke vor der Breitenleer Straße
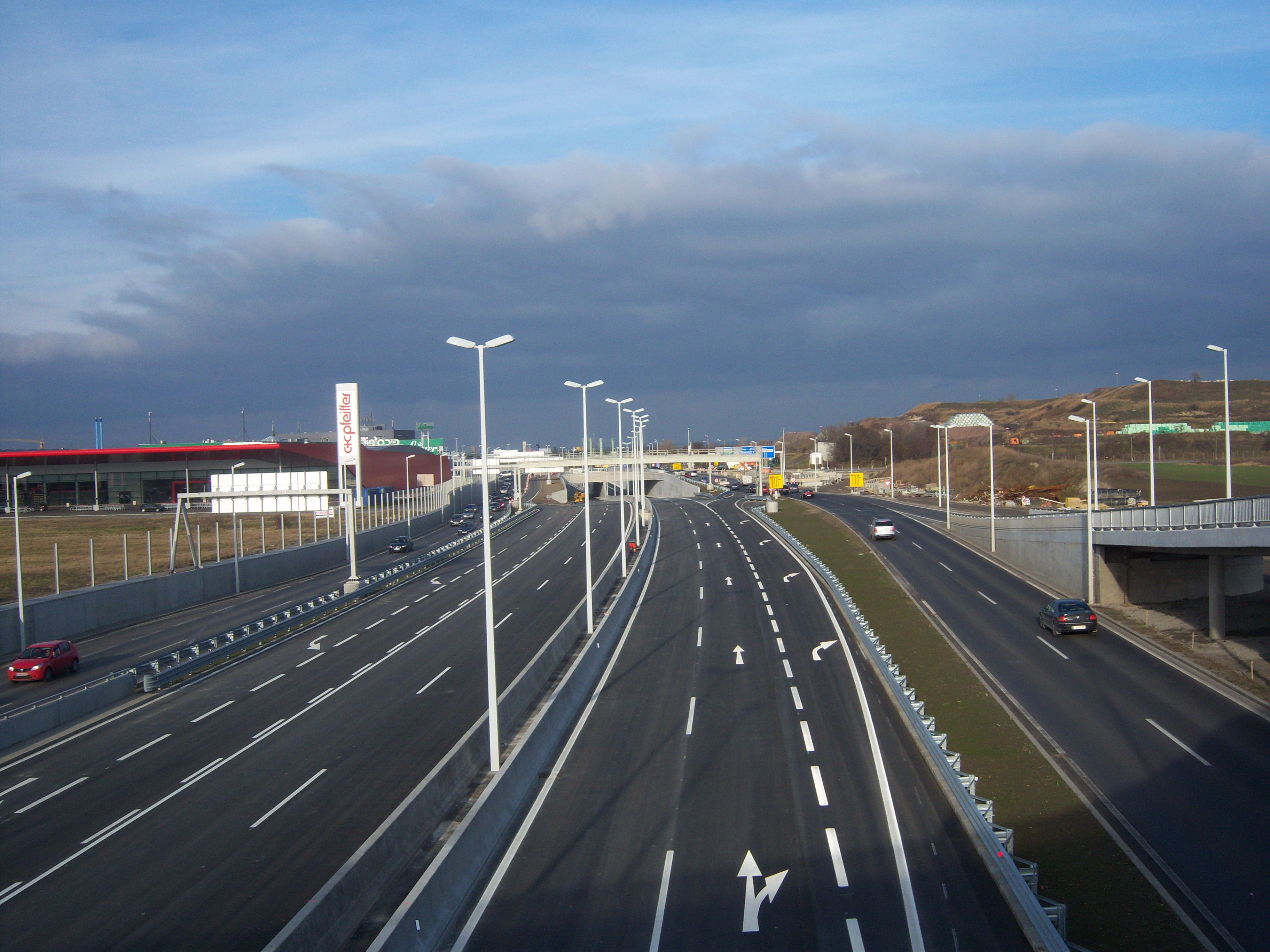
Fertige Haupt- und Kollektorfahrbahnen
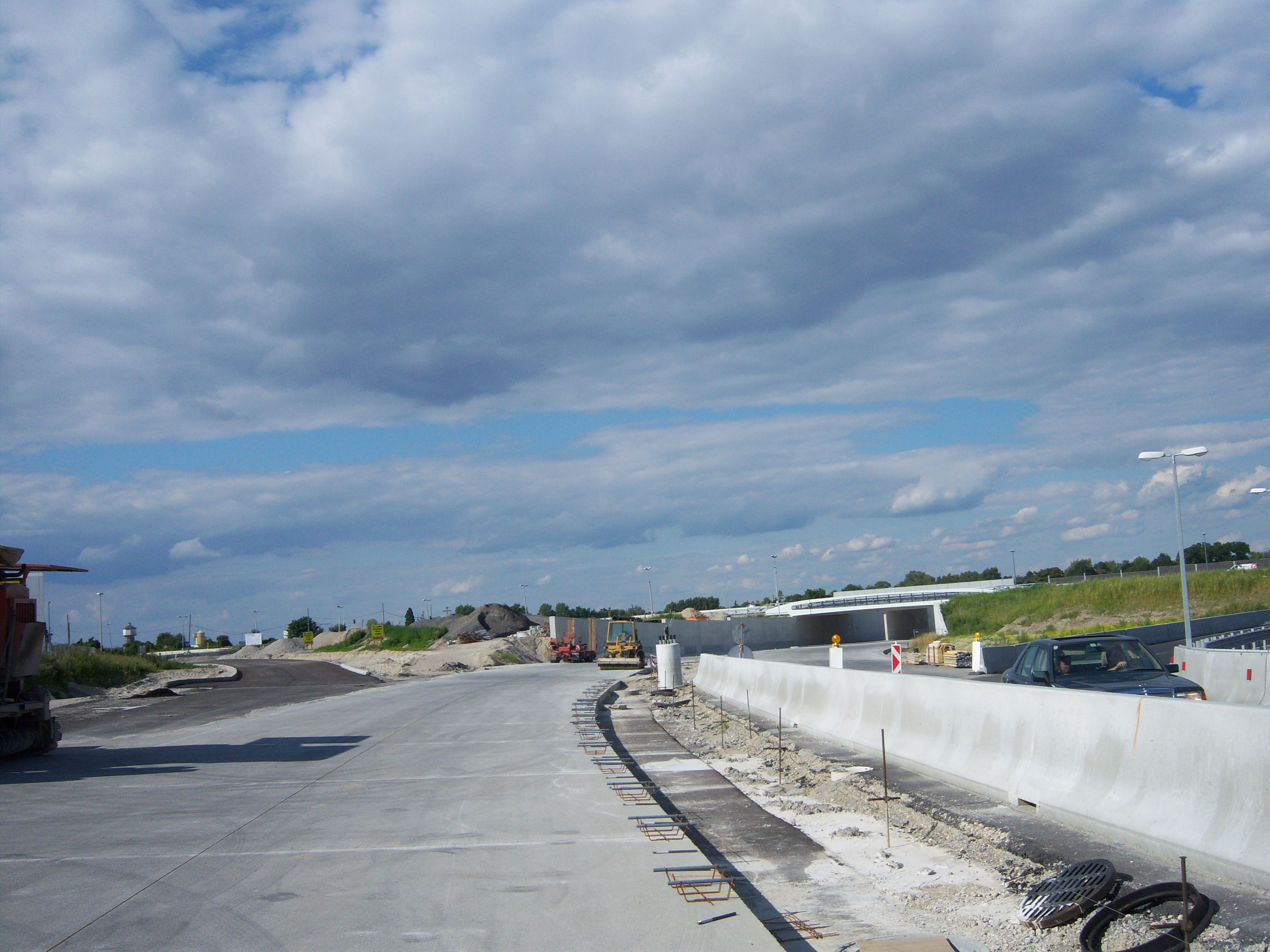
Bauarbeiten bei der Hermann-Gebauer-Straße
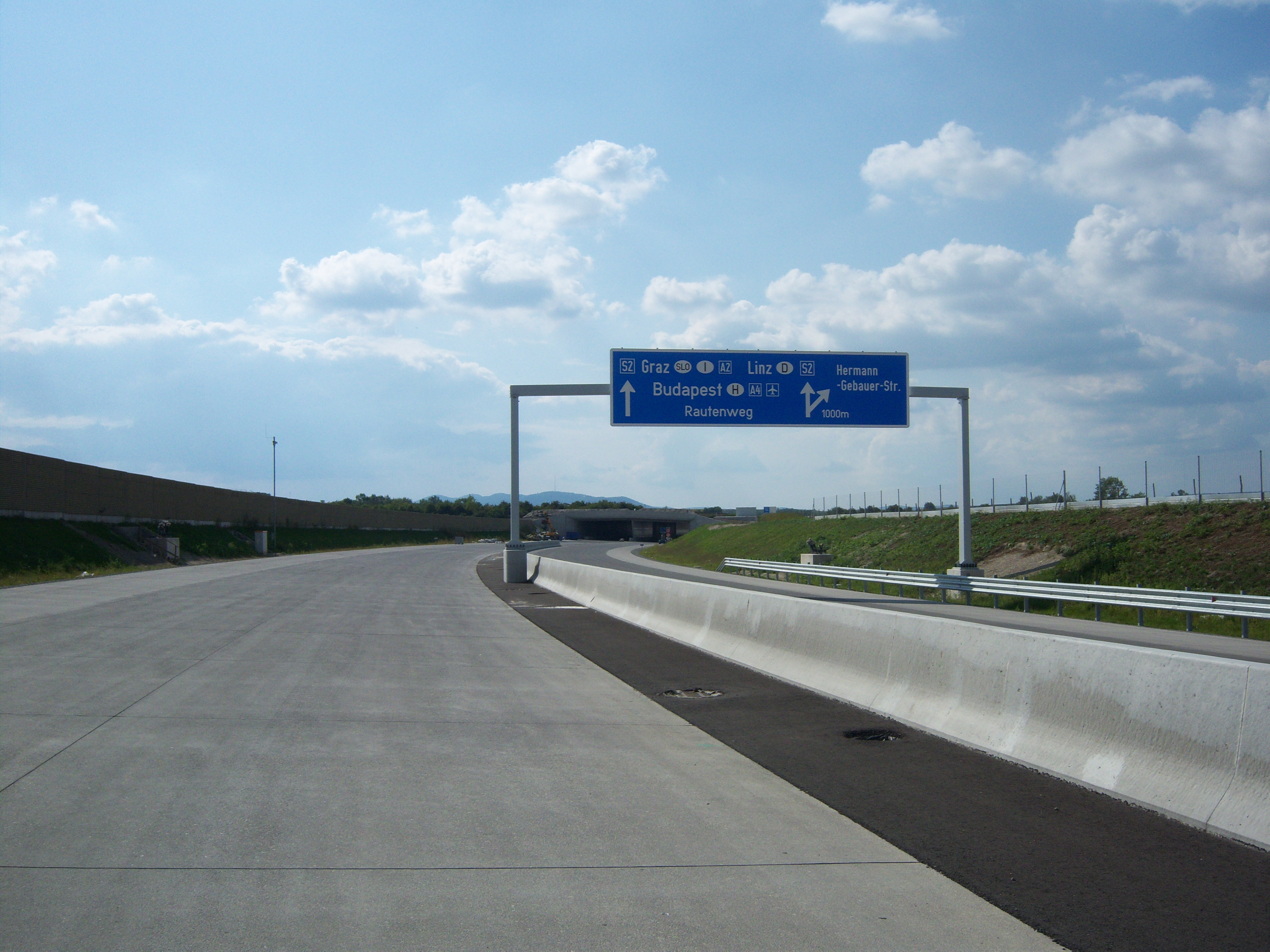
Neubaustrecke „Umfahrung Süßenbrunn“